# Halifa Soulé
Mohamed Halifa Soulé (Gonesse, 12 novembre 1990) è un calciatore francese naturalizzato comoriano, centrocampista dell'AS Béziers.

## Carriera

### Club
Gioca dal 2009 al 2011 all'Entente SSG. Nel 2011 passa all'Albigeoise. Nel 2012 si trasferisce all'AS Béziers. Nel 2016 viene acquistato dall'OFI Creta.

### Nazionale
Debutta in nazionale l'11 novembre 2011, in Comore-Mozambico.